# Yorck Boyen Insterburg
Der MSV Yorck Boyen Insterburg war ein deutscher Sportverein aus dem ostpreußischen Insterburg (heute Tschernjachowsk). Die Fußballabteilung wurde zweimaliger Meister der Gauliga Ostpreußen.

## Geschichte

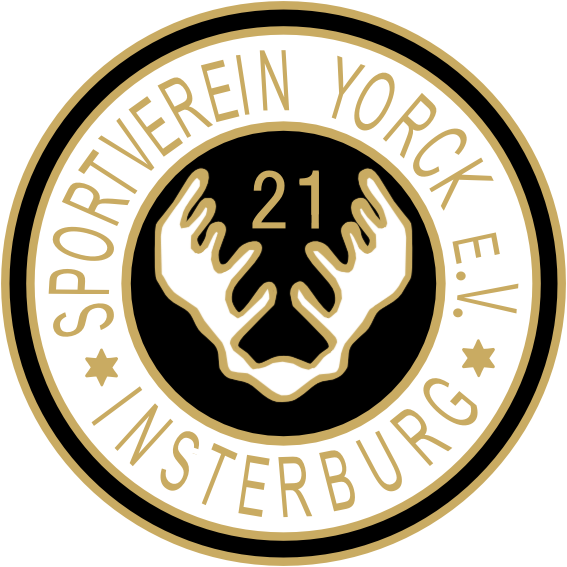
Originallogo
(1921–1934)

Der Verein wurde 1921 als SV Yorck Insterburg gegründet und spielte im Ligensystem des Baltischen Rasen- und Wintersport-Verbandes (BRWV). Durch den Sieg in der zweitklassigen 1. Klasse Insterburg-Gumbinnen 1923/24 stieg der Verein zu Spielzeit 1924/25 in die erstklassige Bezirksliga Insterburg-Gumbinnen auf. Zur Spielzeit 1926/27 wurde die oberste Ostpreußenliga eingeführt, Yorck Insterburg verpasste jedoch die Qualifikation für diese und verblieb daher in der Bezirksliga, die fortan zweitklassig war. 1928/29 wurden als zweite Ligaebene die Staffelligen eingeführt. Insterburg qualifizierte sich für die Staffelliga Ost, wurde in dieser Spielzeit Letztplatzierter, konnte sich aber in der Relegationsrunde durch Siege über Grün-Weiß Gumbinnen und Eintracht Pillkallen in der zweiten Spielklasse halten. 1929/30 war Yorck Insterburg nach Ende der Staffelliga punktgleich mit dem Lokalrivalen SC Preußen Insterburg. Das Entscheidungsspiel am 27. Oktober 1929 verlor Yorck mit 0:1 nach Verlängerung und verpasste somit eigentlich die Qualifikation zur ersten Spielklasse. Da jedoch der Baltische Sport-Verband erneut eine Umstrukturierung des Ligensystems vornahm und fortan im Bezirk I drei gleichrangige Ligen existierten, durfte auch Yorck Insterburg in die erstklassige Abteilungsliga Nord aufsteigen.
Mit Machtübernahme der Nationalsozialisten 1933 wurden die Fußballverbände aufgelöst und durch Sportgaue ersetzt. Nur die drei besten Mannschaften aus der Abteilungsliga Nord erhielten einen Startplatz in der Gauliga Ostpreußen 1933/34. Durch den ersten Tabellenplatz in der eigentlich für die Verbandsendrunde 1933/34 vorgesehenen Liga qualifizierte sich der SV Yorck Insterburg für die Gauliga Ostpreußen. Bereits in der ersten Gauligaspielzeit wurde der Verein hinter dem SV Hindenburg Allenstein Zweiter der Gruppe B. 1934 fusionierte der Verein mit dem Militär SV von Boyen 1923 Tilsit zum MSV Yorck Boyen Insterburg. Der Vereinsname ging auf die beiden preußischen Generäle Ludwig Yorck von Wartenburg und Hermann von Boyen zurück. 1934/35 wurde der Verein nach einem 5:1-Erfolg im Hinspiel und einer 1:2-Niederlage im Rückspiel gegen den SV Prussia-Samland Königsberg zum ersten Mal Gaumeister Ostpreußens. Bei der anschließenden deutschen Fußballmeisterschaft 1934/35 kam Insterburg jedoch nicht über die Gruppenphase hinaus. 1936/37 erreichte Insterburg erneut das Finale um die Gaumeisterschaft, unterlag aber Hindenburg Allenstein mit 0:7 im Rückspiel. Die zweite Gaumeisterschaft sicherte sich der Verein 1937/38 nach einem Sieg und einem Unentschieden im Finale gegen den BuEV Danzig, erneut konnte jedoch bei der deutschen Fußballmeisterschaft 1937/38 die Gruppenphase nicht überstanden werden. Die letzte Gauligasaison wurde 1938/39 gespielt, in dieser brach Insterburg qualitativ ein und wurde mit einem Punkt vor dem Absteiger SV Rasensport-Preußen Königsberg Vorletzter.
Die Feldhandball-Abteilung des Vereins spielte 1933/34 und 1938/39 in der erstklassigen Handball-Gauliga Ostpreußen.
Mit Beginn des Zweiten Weltkrieges 1939 konnte der Militärsportverein nicht mehr am Spielbetrieb teilnehmen. Nach dem Zweiten Weltkrieg wurde das einstmals deutsche Insterburg von der Sowjetunion annektiert. Der MSV Yorck-Boyen Insterburg wurde, wie alle übrigen deutschen Vereine und Einrichtungen, zwangsaufgelöst.

## Erfolge
- Meister der Gauliga Ostpreußen: 1935, 1938
- Teilnahme Tschammerpokal: 1935, 1938